# N273 (België)
De N273 is een gewestweg in België tussen Nil-Pierreux (N4) en Ligny (N29/N98). De weg heeft een lengte van ongeveer 18 kilometer.
De gehele weg bestaat uit twee rijstroken in beide rijrichtingen samen. Echter zijn delen van de weg tussen Nil-Pierreux en Sombreffe wat smaller en is er maar beperkt belijning midden op de weg aanwezig. Het gedeelte tussen Sombreffe en Ligny is de weg wel breed genoeg en is er een duidelijke middenlijn op de weg.

## Plaatsen langs N273
- Nil-Pierreux
- Blanmont
- Perbais
- Chastre
- Saint-Géry
- Sombreffe
- Ligny